# Kulturtransfer
Kulturtransfer är en process genom vilken kulturella praktiker överförs mellan olika kulturer, som till exempel mellan olika länder eller olika grupper i samhället. 
Kulturtransfer kan ske på olika sätt:
- horisontellt över rumsliga avstånd, genom att kunskaper och färdigheter tränger igenom kultur- och språkgränser,
- vertikalt över sociala avstånd, varvid kulturellt betingade tekniker (problemlösning av olika slag) överförs mellan olika sociala grupper eller skikt.

Exempel på kulturella tekniker är att göra upp eld, använda kalender, gestalta konst, arbeta vetenskapligt (forska) och av senare datum kollaborativt skrivande i sociala medier (t.ex. Wikipedia).
Forskningen om fenomenet kulturtransfer är en relativt ung kulturvetenskaplig ansats, som började utvecklas i mitten av 1980-talet. Grundare av forskningsinriktningen anses Michel Espagne och Michael Werner vara.